# جودا بای محل

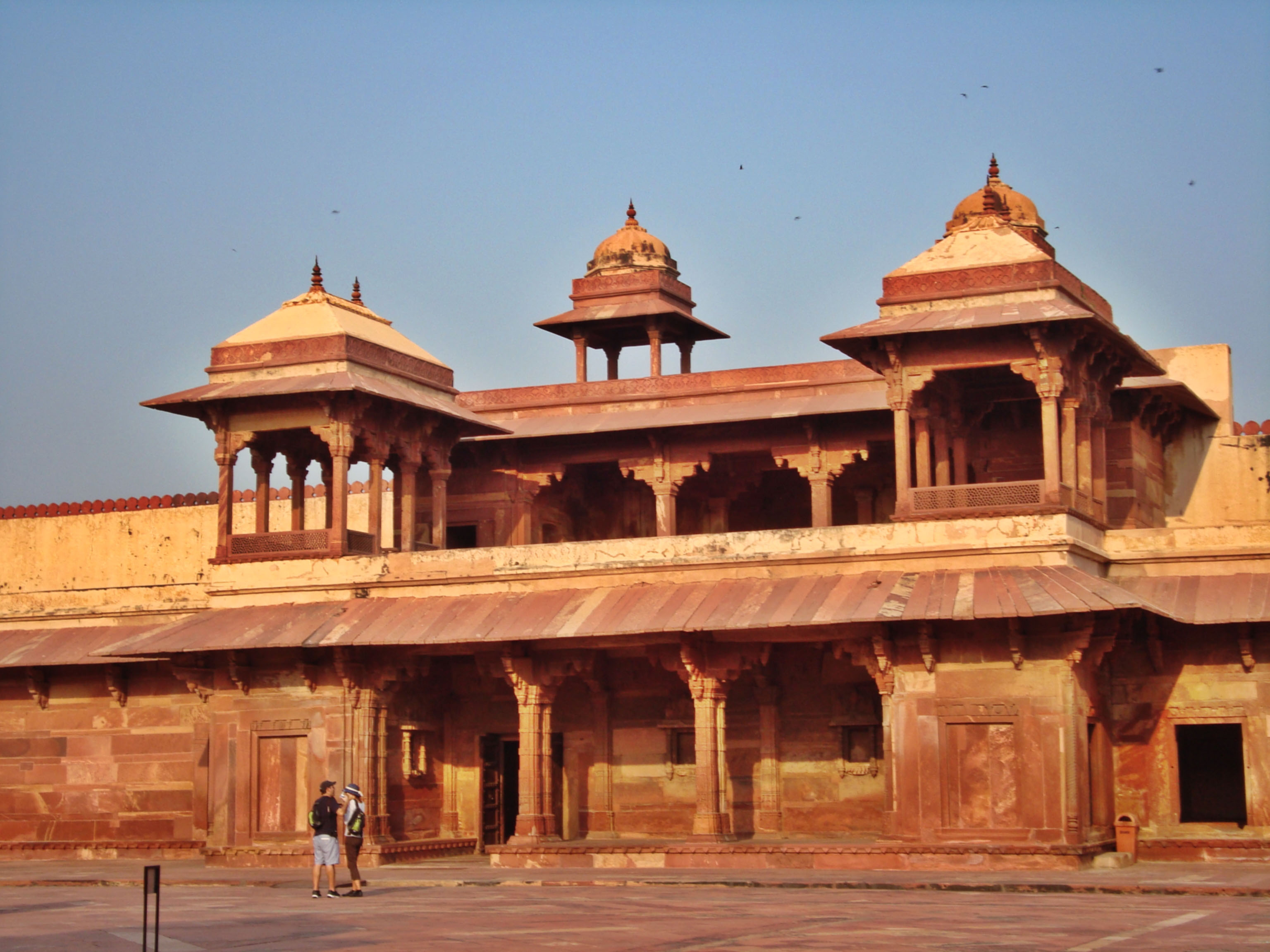
پشت دروازه بزرگ جودا بای محل در فاتح پور سیکری

جودا بای محل یا خوابگاه مریم الزمانی بزرگ‌ترین قصر در فاتح پور سیکری است که توسط پادشاه اکبر در سال ۱۵۶۹ میلادی، برای همسر و ملکه مورد علاقه‌اش، مریم الزمانی، که معمولاً به نام «جودا بای» شناخته می‌شود، سفارش داد. این محل بزرگ‌ترین مجموعه زنانه (کاخ زنانه متعلق به خاندان سلطنتی) است. این کاخ شاهکاری از تلفیق معماری هندو و ایرانی است که با ماسه سنگ قرمز ساخته شد.

## تاریخ
«اکبر پس از پیمان زناشویی با شاهزاده خانم هندو، از هیچ زحمتی دریغ نکرد تا خانه جدید همسرش حتی الامکان شبیه به خانه پیشین او شود.»— ادموند وینسنت اسمیت

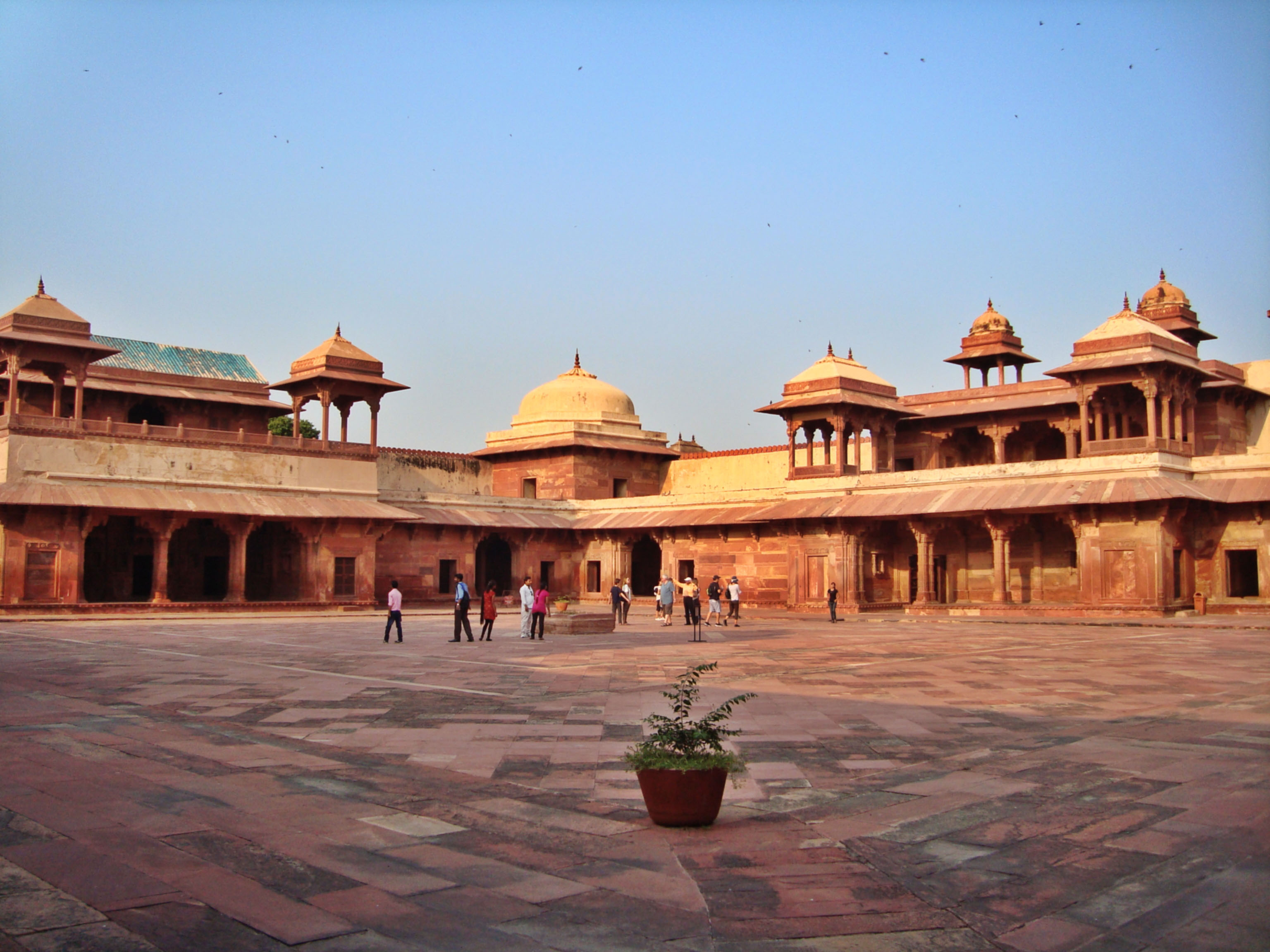
جودا بای محل در فاتح پور سیکری

مریم الزمانی که به عنوان یک شاهزاده راجپوت به دنیا آمد، در سال ۱۵۶۲ در نتیجه اتحاد سیاسی بین اکبر و پدرش، راجا برمال، با اکبر ازدواج کرد. او به تدریج همسر مورد علاقه اکبرشاه شد و اولین همسر او بود که خاندان سلطنتی را دارای وارث ذکور کرد. در سال ۱۵۶۹، او سومین فرزند اکبر و اولین پسر خودش، شاهزاده سلیم را به دنیا آورد. اکبر پس از تولد سلیم، پایتخت خود را از آگره به فاتح پور سیکری منتقل کرد تا نذر خود نسبت به شیخ سلیم چشتی را ادا کند. ساخت و ساز در سیکری در سال ۱۵۶۹ آغاز شد و یک قصر بزرگ برای ملکه و پسر تازه متولد شده اش شاهزاده سلیم تأسیس کردند. این کاخ بزرگ‌ترین کاخ مسکونی شهر بود و تا به امروز، اگرچه در ویرانه‌ای است، به عنوان یادگار عشق اکبر به شاهزاده خانم هندو مذهب پابرجاست.

## نگارخانه

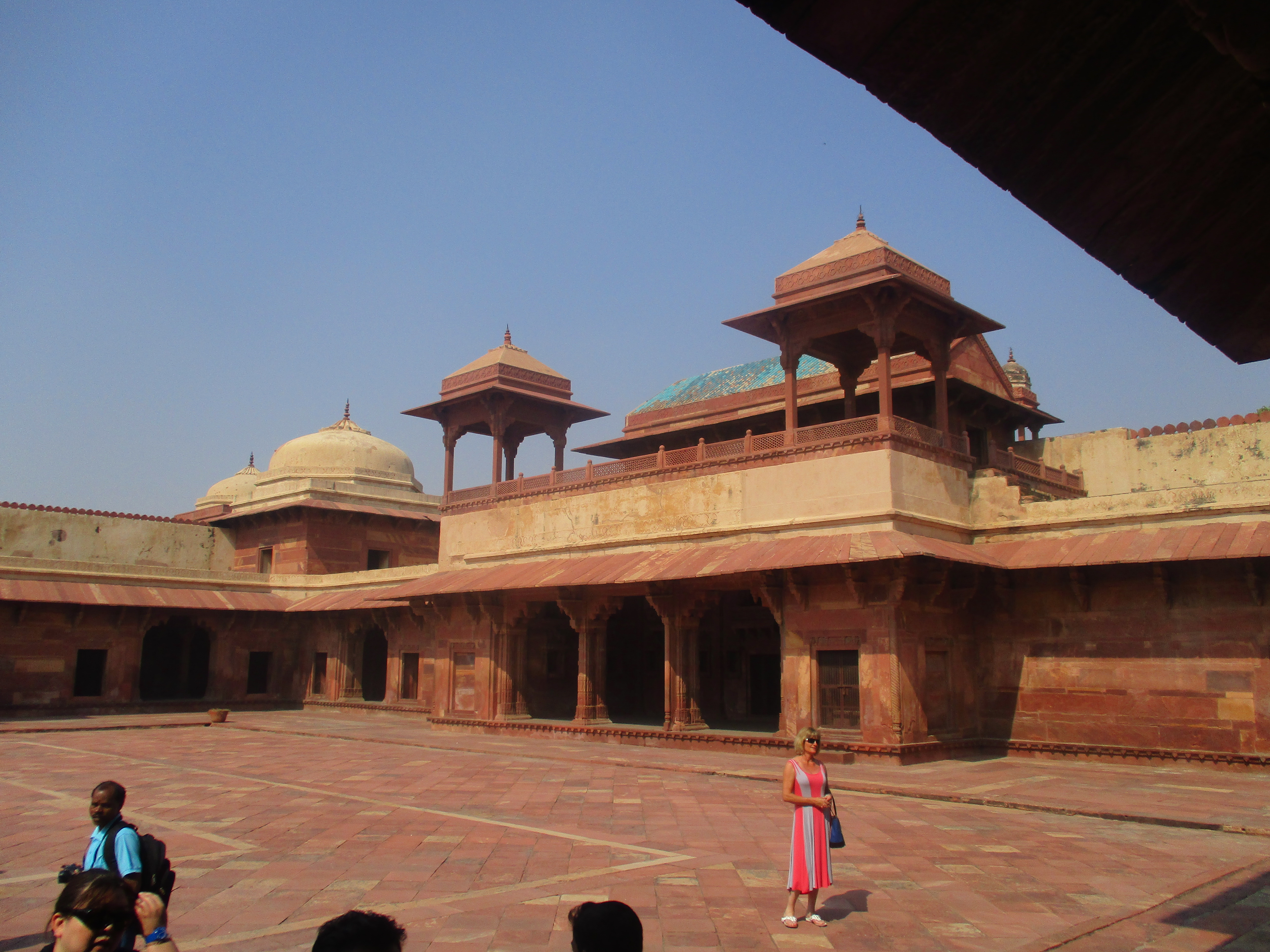
The bedroom complex inside the palace
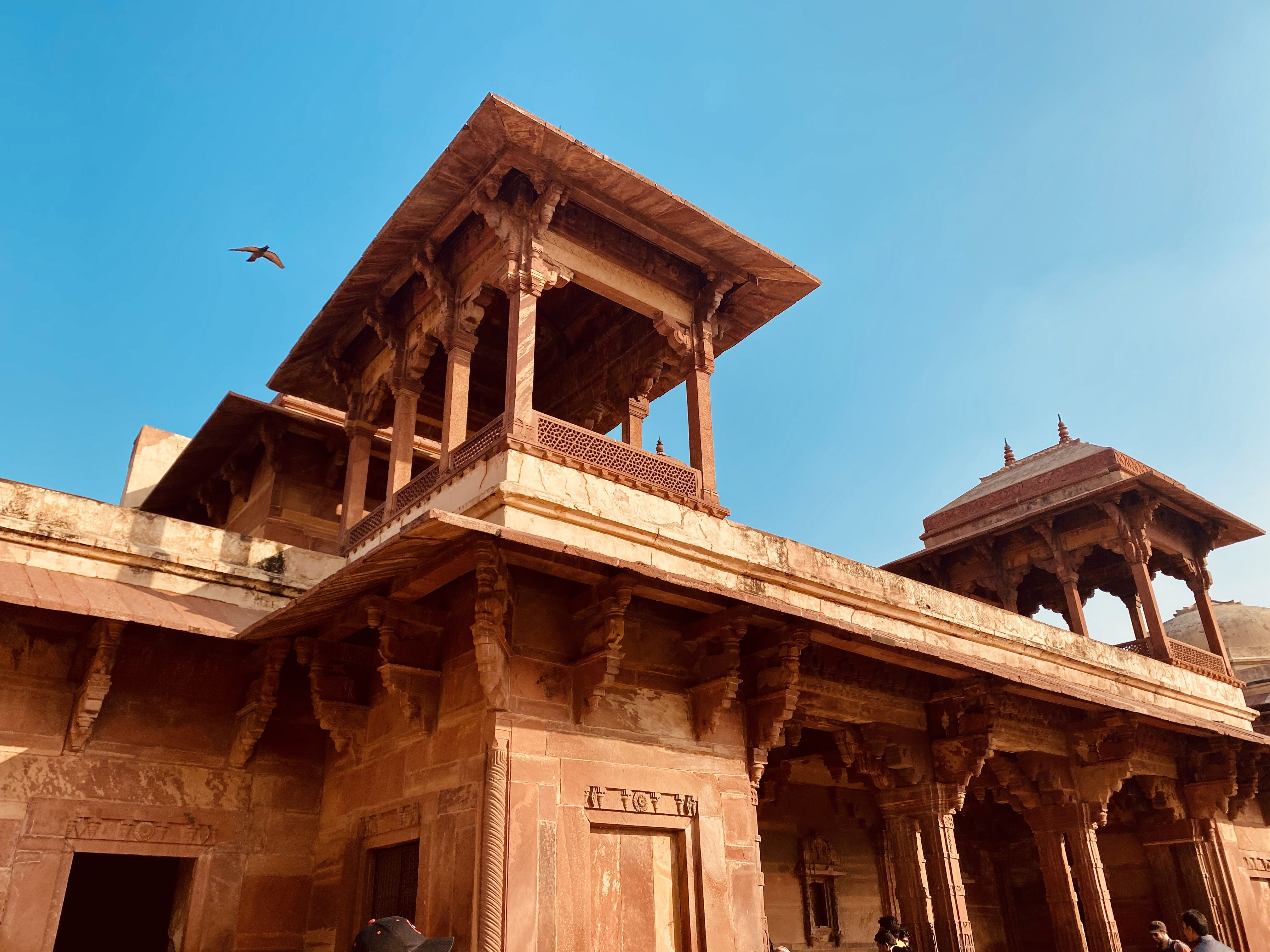
Entrance to Queen's Palace
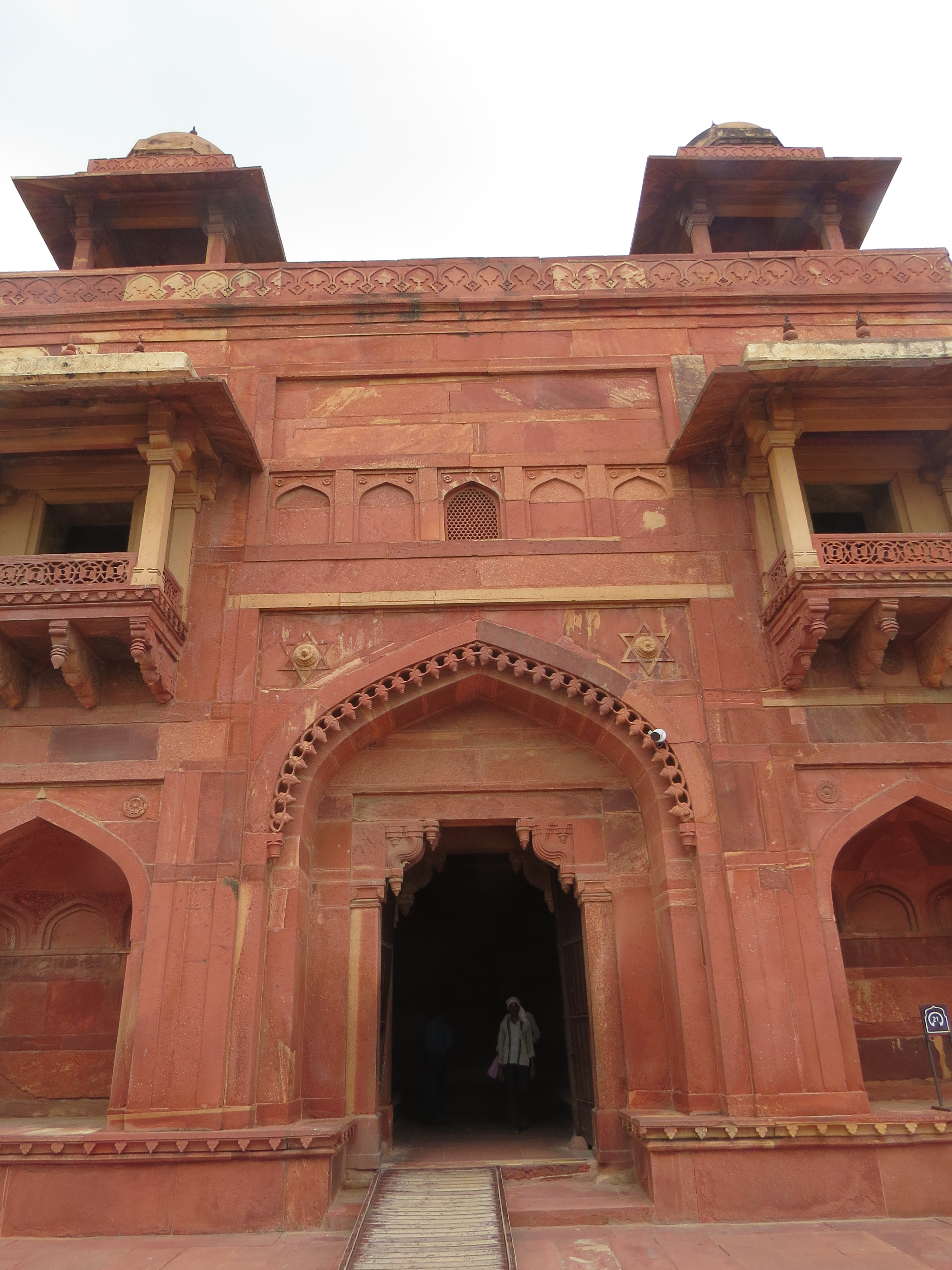
The Rajasthani style-influenced entrance to Empress Palace
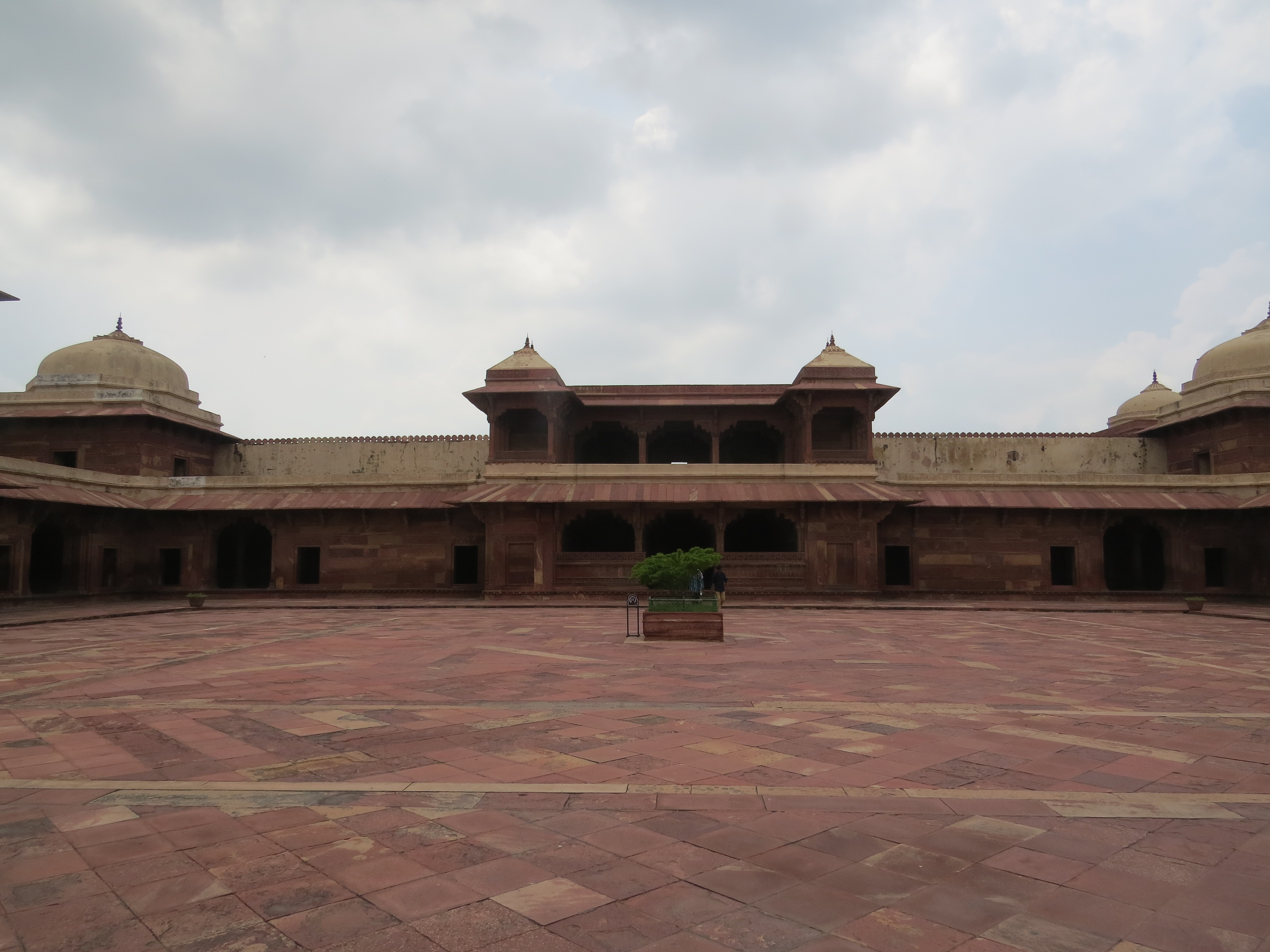
Tulsi math in front of the temple in queen's Palace
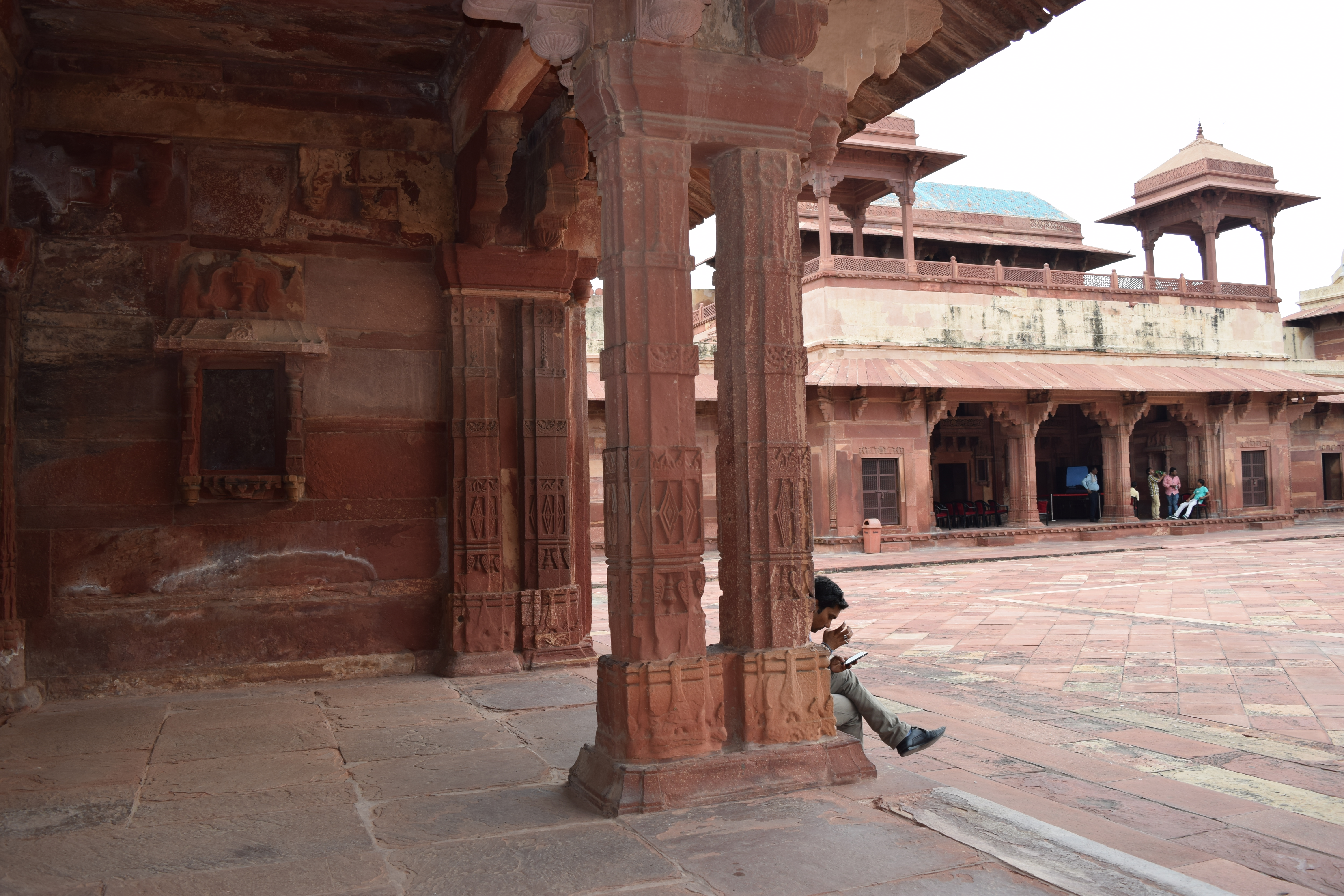
Hindu architectural design on the pillars of the temple inside Jodha Bai Mahal
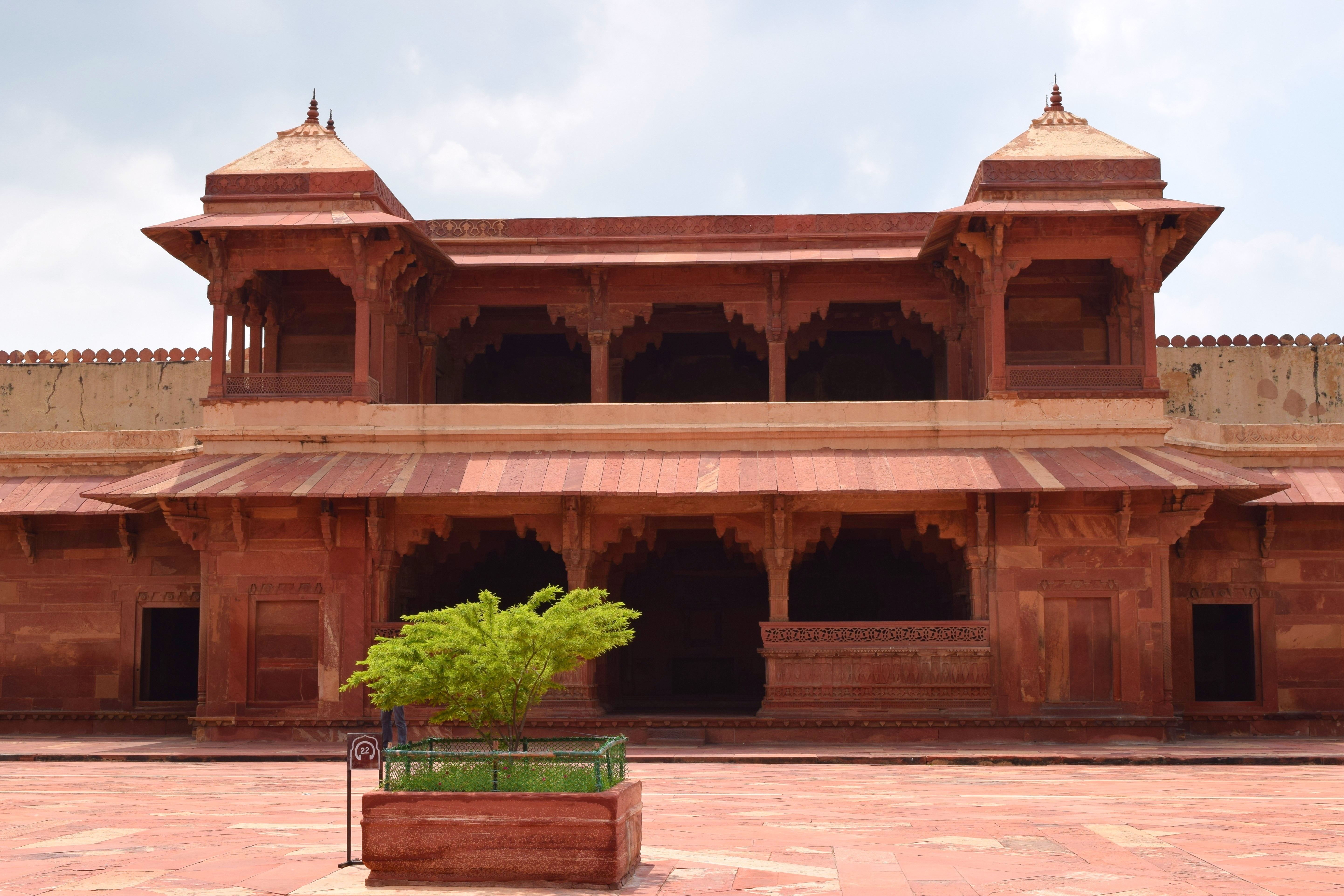
Temple with a tulsi math in the middle of the courtyard
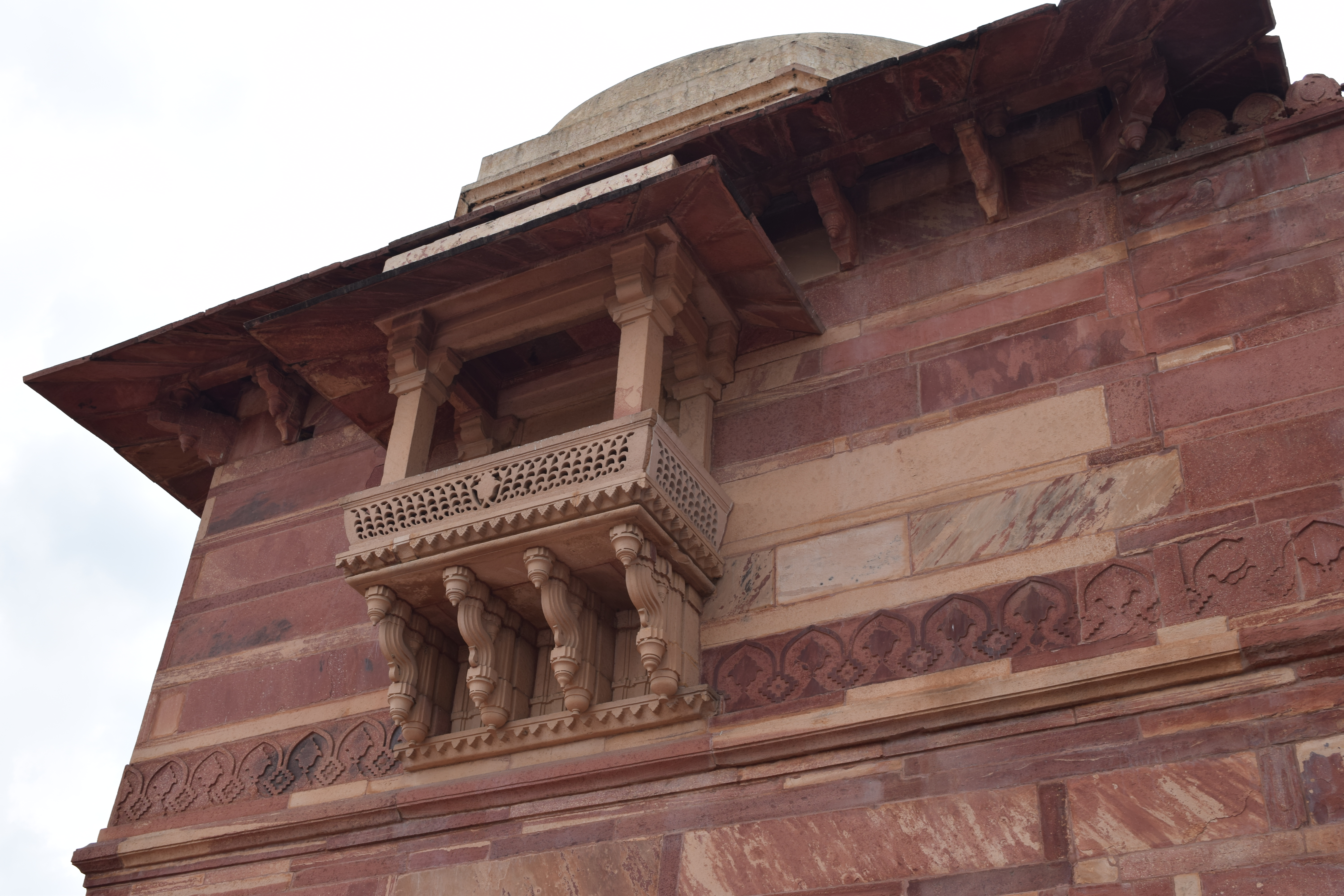
Rajasthani style chattris in the faux window. A typical example of medieval period Hindu architecture
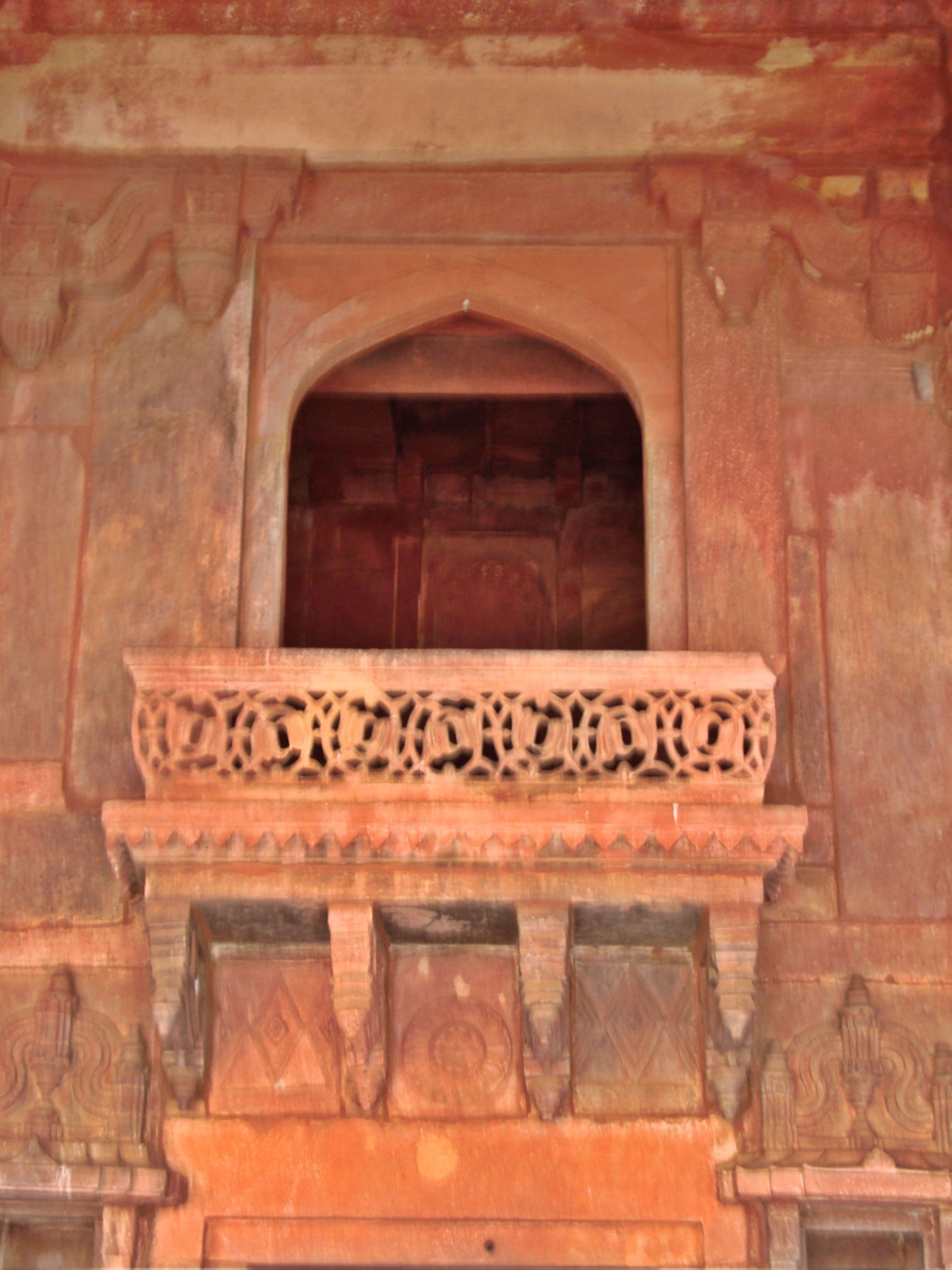
A window with Mughal and Rajasthani culture style
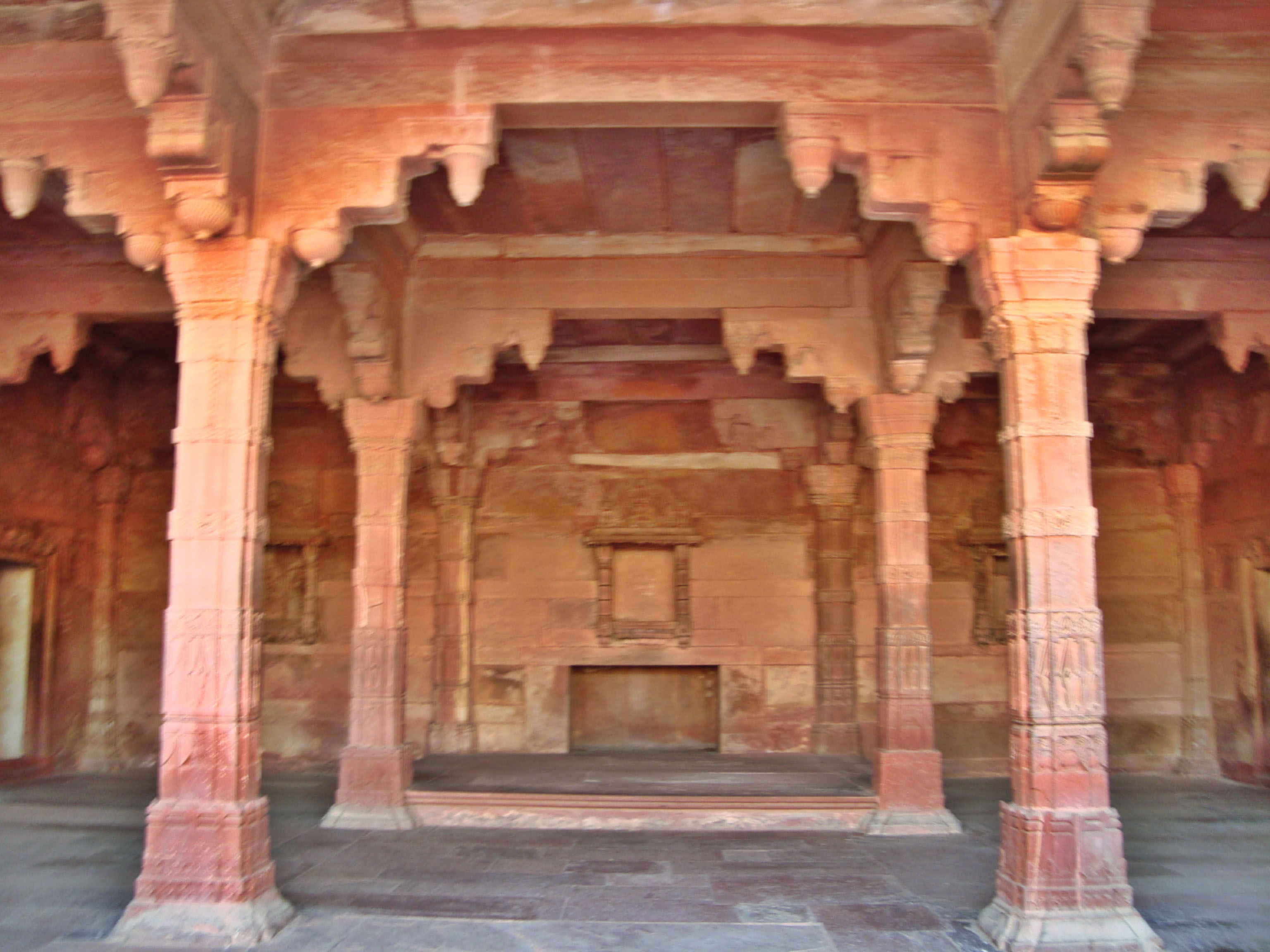
The open style Hindu temple inside the palace
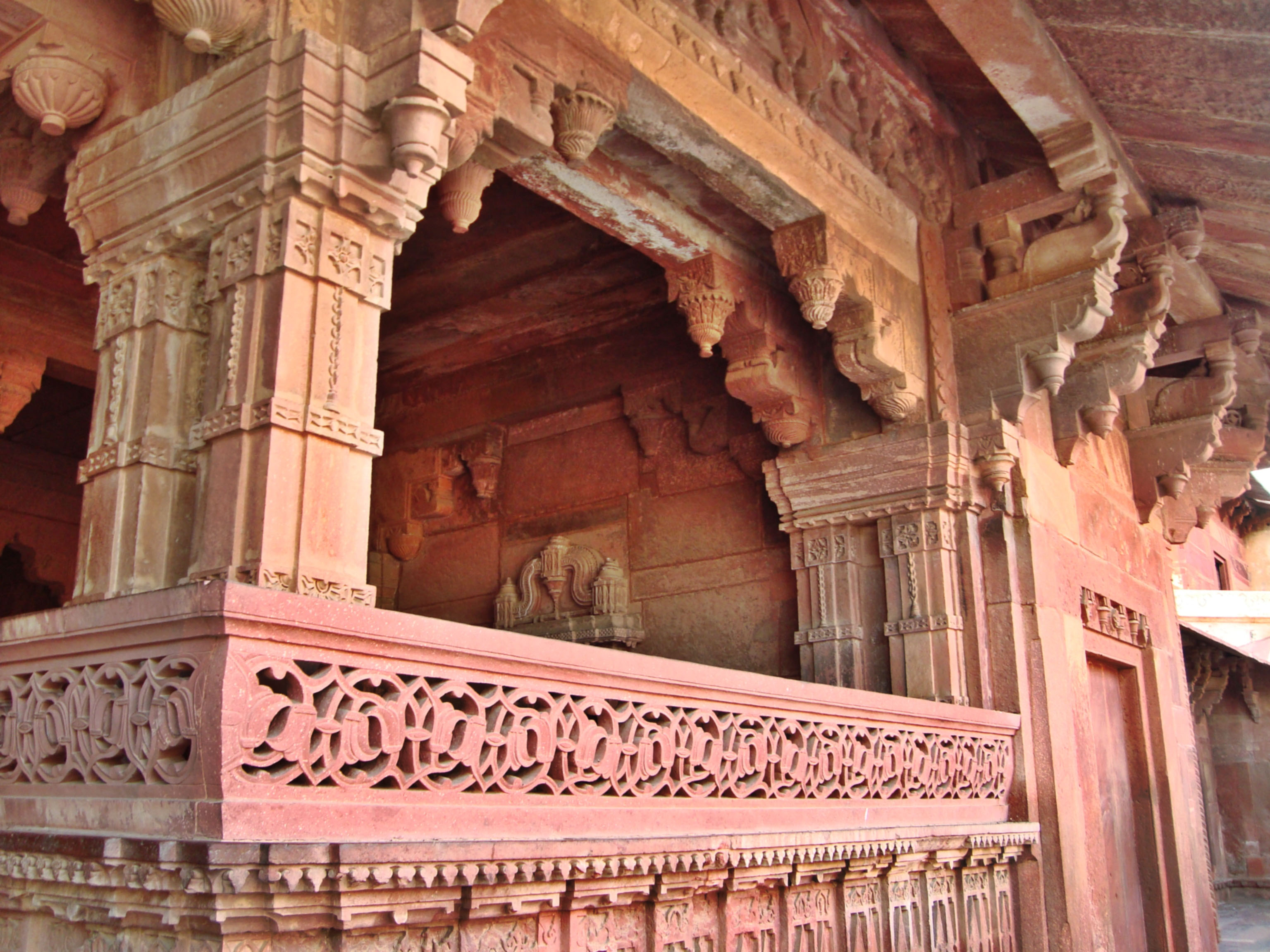
An example of the textural amalgamation of Mughal and Rajasthani design
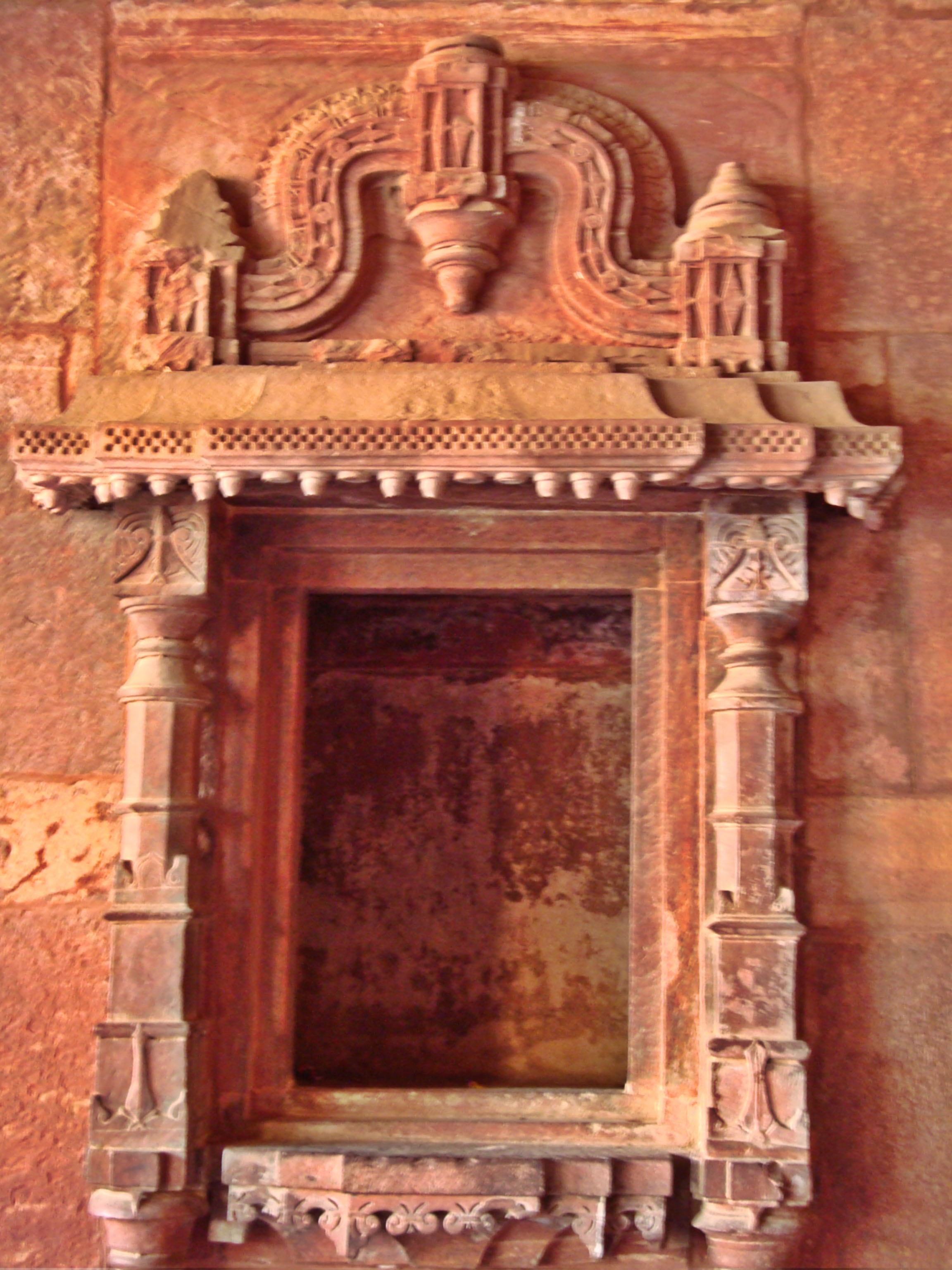
A typical faux window design showing Rajasthani and Gujrat influence in the Palace